# 崙上村
崙上村（臺灣客家語南四縣腔：lun song cunˊ／nun song cunˊ）位於臺灣屏東縣長治鄉中西部，地勢平坦，全境為平原地形。客家六堆中之前堆，居民以客籍為主。
村名典故：地勢東南高,西北低，自海豐庄往東南方觀望為一處山崙，始稱崙上。
開拓：清領前為平埔族居住地,清朝時期由台南府三郊行申請墾號開墾土地,由邱永鎬族兄邱永芬之曾孫邱仁堂購得小租權,招募廣東蕉嶺文福鎮客家籍居民共同墾佃。村內家族以邱、鍾、鄭、高 劉姓為多數，邱姓佔全村約三分之一人數。
村內有一座奉祀土地公的神壇，名曰崑崙壇，1985年由地方有力人士及村民發起重建。